# Khaled Amador
Khaled Amador (Mérida, Yucatán; 6 de diciembre de 2000) es un futbolista mexicano origen sirio , juega como Mediocampista y su equipo actual son los Venados de la Liga de Expansión MX.

## Trayectoria
Formación en Atlético Newell Mérida y Tercera División de Venados Fútbol Club
A la edad de 15 años ya estaba jugando en tercera división con el Atlético Newell Mérida con quienes jugó 9 partidos y metió 1 gol.
En 2018 se incorporó al equipo de Tercera División de Venados Fútbol Club, donde logró anotar 26 goles en 2 años.

### Venados Fútbol Club
Realizó su debut en el primer equipo el 1 de septiembre de 2020, siendo titular en un empate a 1 contra Tampico Madero.

## Estadísticas
Actualizado al último partido jugado el 21 de marzo de 2024.
| Venados F. C. · México              | 2.ª           | 2020-21       | 8  | 0 | ― | ― | ― | ― | 8  | 0 |
| Venados F. C. · México              | 2.ª           | 2021-22       | 10 | 0 | ― | ― | ― | ― | 10 | 0 |
| Venados F. C. · México              | 2.ª           | 2022-23       | 36 | 2 | ― | ― | ― | ― | 36 | 2 |
| Venados F. C. · México              | 2.ª           | 2023-24       | 19 | 0 | ― | ― | ― | ― | 19 | 0 |
| Venados F. C. · México              | Total club    | Total club    | 73 | 2 | 0 | 0 | 0 | 0 | 73 | 2 |
| Total carrera                       | Total carrera | Total carrera | 73 | 2 | 0 | 0 | 0 | 0 | 73 | 2 |
| (1)Incluye datos de la Copa México. |               |               |    |   |   |   |   |   |    |   |